# Neotanais dinotomer
Neotanais dinotomer är en kräftdjursart som beskrevs av Gardiner 1975. Neotanais dinotomer ingår i släktet Neotanais och familjen Neotanaidae. Inga underarter finns listade i Catalogue of Life.